# KBS 1TV 아침 드라마
KBS 1TV 아침 드라마는 KBS 1TV에서 1982년 9월 20일부터 1983년 10월 29일까지 방송했던 연속극 드라마 프로그램이었다.

## 개요
연속극 드라마 형식으로 방송했다.

## 방송 시간
| 방송 채널 | 방송 기간                           | 방송 시간                                                        | 방송 분량 |
| --------- | ----------------------------------- | ---------------------------------------------------------------- | --------- |
| KBS 1TV   | 1982년 9월 20일 ~ 1983년 8월 26일   | 매주 평일 아침 8시 10분 ~ 8시 30분                               | 20분      |
| KBS 1TV   | 1983년 8월 29일 ~ 1983년 10월 15일  | 매주 평일 아침 7시 50분 ~ 8시 10분 매주 평일 아침 7시 40분 ~ 8시 | 20분      |
| KBS 1TV   | 1983년 10월 17일 ~ 1983년 10월 29일 | 매주 월요일 ~ 토요일 아침 7시 50분 ~ 8시 10분                    | 20분      |

## 프로그램 리스트
- 아래 드라마 프로그램들은 2003년 이전에 제작·방송했으며 부득이하게 일부 장면에서 흡연 장면·담배 소품이 노출될 수 있으며 시청자 여러분들의 양해를 바랍니다.
- 아래 드라마 프로그램들은 2002년 11월 이후 시청 가능 연령을 표시하는 드라마 프로그램 등급 제도를 의무적으로 시행하여 현재까지 이어지고 있습니다.
- 2017년 3월 1일부터 TV 프로그램 등급 표시 외에 주제, 폭력성, 선정성, 언어, 모방 위험 등 분류 사유 표시를 의무적으로 시행하고 있습니다.

### 1980년대
- 《행복의 계단》 : 1982년 9월 20일 ~ 1983년 7월 25일 (전체 기간 : 1982년 9월 20일 ~ 1983년 7월 25일) (KBS 1TV 일일 드라마로 이동)
- 《은하의 꿈》 : 1983년 3월 28일 ~ 1983년 5월 13일
- 《큰딸》 : 1983년 5월 16일 ~ 1983년 8월 26일
- 《남매》 : 1983년 8월 29일 ~ 1983년 9월 24일 (전체 기간 : 1983년 8월 29일 ~ 1984년 9월 7일) (KBS 2TV 일일 드라마로 이동)
- 《딸이 좋아요》 : 1983년 9월 26일 ~ 1983년 10월 29일

## 경쟁 프로그램
- KBS 2TV 아침 드라마
- MBC 아침 드라마
- SBS 아침연속극
- JTBC 아침 드라마
- tvN 일일 드라마